# Piers Bizony
Piers Bizony je americký spisovatel, publicista, organizátor výstav a také režisér televizních dokumentů. Je mezinárodně úspěšným a uznávaným autorem populárně psaných publikací o výzkumu vesmíru, filmu a speciálních filmových efektech a také knih s technologickou tematikou. Žije v Londýně.

## Dílo
- Seznam děl v Souborném katalogu ČR, jejichž autorem nebo tématem je Piers Bizony
- 2001: Filming the Future (1994)
- Island in the Sky: Building the International Space Station (1996)
- The Rivers of Mars: Searching for the Cosmic Origins of Life (1997) (česky pod názvem Řeky na Marsu: hledání vesmírných zdrojů života, Praha 1998 – s dodatkem od Marcela Grüna)
- The Exploration of Mars: Searching for the Cosmic Origins of Life (1998)
- Starman: The Truth behind the Legend Yuri Gagarin (1998) (spoluautor Jamie Doran) (česky jako Gagarin: pravda o legendě, Praha 1999)
- 2001: Filming the Future (2000 – doplněné a rozšířené vydání s předmluvou Arthura C. Clarka)
- Digital Domain: The Leading Edge of Visual Effects (2001)
- Invisible Worlds: Exploring the Unseen (2004)
- The Man Who Ran the Moon: James E. Webb, JFK, and the Secret History of Project Apollo (2006)
- Space: 50 Years of Space Exploration (2006)
- Atom: Accompanies the Major Television Series (2007)
- 1001 Wonders of the Universe (2011)